# Delfina María Hidalgo
Delfina María Hidalgo -conocida también como Delfina María Hidalgo de Morán o su seudónimo literario Violete- (Caldera, 1862-?) fue una profesora, poetisa, ensayista, traductora y editora chilena.
Colaboró en varias revistas y periódicos como El Padre Camargo en la década de 1870 y en El Predicador (1885) —donde fue la primera redactora—; además, fundó y editó La Aurora en 1887. En el ámbito poético, una de sus primeras publicaciones fue Ensayos poéticos, que se lanzó en Antofagasta en 1880; por otro lado, junto a otras escritoras como Quiteria Varas Marín o Amelia Solar de Claro, publicó algunos de los primeros textos adscritos a la lírica femenina chilena a fines del siglo XIX.
Su producción literaria se acerca al modernismo post-Guerra del Pacífico junto a la de otros escritores de la época como Rafael Torreblanca, Juan Gonzalo Matta o los hermanos Santiago y Ramón Escuti Orrego, entre otros.

## Obras
- Ensayos poéticos (Antofagasta: Impr. de El Pueblo Chileno, 1880).
- Dime con quién andas.
- La instrucción de la mujer (drama).
- La perfecta contricción o el alma (Valparaíso: Impr. La Patria, 1887).
- Poesías Líricas (colección de 10 composiciones breves, 1887).
- Poemas del hogar: educativos, morales, patrióticos, en coautoría con Alberto Morán (Santiago: Impr. Moderna, 1914).
- Chile, mi patria: poemas heroicos, en coautoría con Alberto Morán (Santiago: Impr. y Lit. Universo).

Traducción
- Probada por su Ascención después de la muerte en la Cruz i Resurrección (desde el inglés, Valparaíso, Imprenta del Universo, 1886).